# Фосфат плутонила-аммония
Фосфа́т плутони́ла-аммо́ния — неорганическое соединение,
двойная соль плутонила PuO2, аммония и ортофосфорной кислоты
с формулой NH4PuO2PO4,
образует кристаллогидраты — бледно-зелёные кристаллы.

## Получение
- К свежеполученному раствору нитрата плутонила добавляют гидрофосфат аммония:

{\displaystyle {\mathsf {PuO_{2}(NO_{3})_{2}+(NH_{4})_{2}HPO_{4}\ {\xrightarrow {}}\ NH_{4}PuO_{2}PO_{4}\cdot 3H_{2}O\downarrow +NH_{4}NO_{3}+HNO_{3}}}}

## Физические свойства
Фосфат плутонила-аммония образует кристаллогидрат состава NH4PuO2PO4·3H2O — бледно-зелёные кристаллы тетрагональной сингонии, пространственная группа P 3 21/c, параметры ячейки a = 0,699 нм, c = 0,905 нм, Z = 2.
Не растворяется в воде (р ПР = 26,6 ) и ацетоне.

## Применение
Является «нежелательным» продуктом в пьюрекс-процессе
.